# Claus Arndt
Claus Adel Arndt (* 16. April 1927 in Marburg; † 10. Februar 2014 in Hamburg) war ein deutscher Jurist und Politiker (SPD).

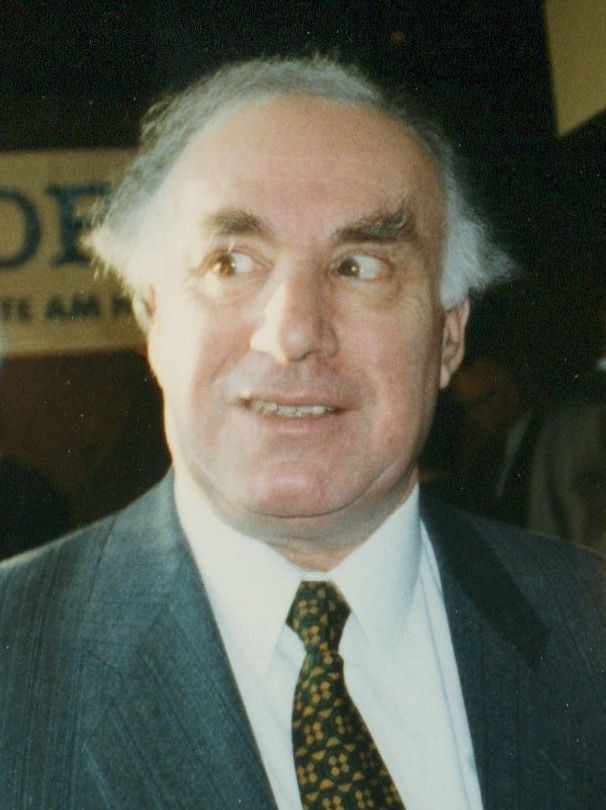
Claus Arndt (2013)

## Leben
Arndt wurde 1927 als Sohn des späteren Kronjuristen der SPD, Adolf Arndt und dessen Frau Ruth Helbing geboren. Sein Großvater, der Staats- und Bergrechtler Adolf Arndt, war Rektor der Universität Königsberg. Zu seinen Vorfahren gehört auch der Jurist Otto Helbing, Ministerialdirigent im Preußischen Finanzministerium.
Claus Arndt besuchte Gymnasien in Berlin, Innsbruck und in Lauban/Niederschlesien. 1943 machte er das Notabitur auf dem Fliegerhorst Stubendorf. Trotz seines Status in der nationalsozialistischen Terminologie als „jüdischer Mischling“ wurde er noch 1944 zur Wehrmacht eingezogen und geriet in sowjetische Kriegsgefangenschaft. Nach seiner Entlassung zog er 1949 zu seinen Eltern nach Bonn und machte 1950 erneut sein Abitur.
Anschließend studierte Arndt Rechtswissenschaften in Bonn, München und Hamburg und besuchte die Deutsche Hochschule für Verwaltungswissenschaften Speyer.
1951 trat er in die SPD ein und wurde er Mitglied des Sozialistischen Deutschen Studentenbundes (SDS). Im SDS engagierte er sich von 1951 bis 1955 als stellvertretender Bundesvorsitzender. Er wurde Mitglied des Exekutivkomitees der International Union of Socialist Youth (IUSY). 1959 wurde er an der Universität Bonn mit der Arbeit Der Begriff der Partei im Organstreitverfahren vor dem Bundesverfassungsgericht promoviert.
Von 1959 bis 1968 und 1973 bis 1974 arbeitete Arndt im Staatsdienst der Freien und Hansestadt Hamburg, zuletzt als Senatsdirektor. 1960 lehrte er Staatsrecht an der Verwaltungshochschule und war Referent für Verfassungsrecht in der Behörde für Inneres. Ab 1960 war er zudem Lehrbeauftragter für Staatsrecht an der DHV Speyer und ab 1983 an der Fachhochschule des Bundes für öffentliche Verwaltung. 1973 bis 1974 lehrte er Sozialwissenschaften an der Universität Hamburg. Er wurde 1992 vom Hamburger Senat zum Professor ehrenhalber ernannt.
Vom 4. Juni 1968 bis 1972 und vom 20. Mai 1974 bis 1976 (nachgerückt für Wilhelm Nölling) gehörte er als Abgeordneter der Sozialdemokratischen Partei Deutschlands (SPD) dem Deutschen Bundestag an. Claus Arndt wurde stets über die Landesliste Hamburg gewählt. Bereits sein Vater Adolf Arndt saß von 1949 bis 1969 für die SPD im Deutschen Bundestag. Adolf und Claus Arndt sind bis heute die einzigen Abgeordneten, die als Vater und Sohn gleichzeitig im deutschen Bundestag saßen.
Von 1969 bis 1972 war Claus Arndt stellvertretender Vorsitzender des Rechtsausschusses und von 1969 bis 1974 Mitglied der Enquête-Kommission Verfassungsfragen, ab 1973 als Vorsitzender der Unterkommission Parlament und Regierung. Zudem war er 1974–1975 stellvertretender Vorsitzender im Guillaume-Untersuchungsausschuss. Noch lange nach seinem Ausscheiden aus dem Bundestag blieb er bis 1999 stellvertretender Vorsitzender der G 10-Kommission. Bis zuletzt wurde er nach seiner Meinung zum Thema Geheimdienste befragt.
Sein Mitwirken, die 1970 in Moskau und Warschau unterzeichneten Ostverträge parlamentarisch durchzusetzen sowie sie verfassungs- und völkerrechtlich abzusichern, bleibt wohl sein wichtigster politisch-parlamentarischer Beitrag und fand große Beachtung. Anlässlich der Ratifizierung der Verträge 1972 ließ der Berichterstatter den juristischen Ausführungen eine persönliche Erklärung folgen, die ebenfalls große Beachtung fand.
Der selbst während der Zeit des Nationalsozialismus Verfolgte erkämpfte erfolgreich gemeinsam mit dem Bundestagskollegen Rolf Meinecke das „Transsexuellengesetz“, setzte sich vielfältig für weitere Minderheitenrechte ein und hatte schon 1962 zusammen mit dem damaligen WDR-Journalisten Gerd Ruge die deutsche Sektion von Amnesty International gegründet. „Toleranz und Gerechtigkeit haben kaum einen leidenschaftlicheren Verfechter finden können. Sein Handeln war stets von Toleranz und Gerechtigkeit geleitet“, schrieb Egon Bahr über Claus Arndt.
Zusammen mit seiner Ehefrau, der Grafikerin Elke Arndt-Bruhns, und seinen vier Kindern lebte Arndt seit 1965 in Hamburg-Lohbrügge. 2015 ist auch seine Ehefrau verstorben. Beide fanden ihre letzte Ruhestätte auf dem Friedhof Bergedorf.

## Werke (Auszug)
- Der Begriff der Partei im Organstreitverfahren vor dem Bundesverfassungsgericht. Dissertation, Bonn 1959.
- Die Ostverträge in Recht und Politik. In: Deutschlandarchiv (1970).
- Die Verträge von Moskau und Warschau. Politische, verfassungsrechtliche und völkerrechtliche Aspekte. Bonn 1973, ISBN 3-87831-159-1, 2. akt. Aufl. Bonn 1982.
- Rechtliche und politische Aspekte der deutschen Ostpolitik. In: Österreichische Zeitschrift für Außenpolitik. Wien 1974.
- Les aspects juridiques et politiques de la 'Ostpolitik' allemande de 1970 à 1976. In: Politique Etrangère. Paris 1976.
- Claus Arndt (Hrsg.): Der § 218 vor dem Bundesverfassungsgericht. Dokumentation zum Normenkontrollverfahren wegen verfassungsrechtlicher Prüfung des fünften Strafrechtsreformgesetzes (Fristenregelung). Heidelberg, Karlsruhe 1979, ISBN 3-8114-1978-1.
- Die Menschenrechte. Hamburg 1981 (hrsg. von der Landeszentrale für Politische Bildung).
- Amt und Mandat. Ausgewählte Reden und Schriften. 5 Bände, Baden-Baden 1989–2004.
- Spuren in der Zeit. Politische und persönliche Erinnerungen aus einem halben Jahrhundert. Düsseldorf 1991, ISBN 3-7700-0954-1.
- Claus Arndt (Hrsg.): Adolf Arndt zum 90. Geburtstag – Dokumentation der Festakademie in der Katholischen Akademie Hamburg. Kath. Akademie Hamburg und Friedrich-Ebert-Stiftung, 1995, ISBN 3-86077-367-4.
- Die Herausgabe von Stasi-Unterlagen Prominenter. In: NJW. 2004, S. 3157 bis 3159.
- Beschränkt wehrwürdig. Beitrag von Claus Arndt (S. 62 bis 67) in Alfred Neven DuMont (Hrsg.): Jahrgang 1926/27. Erinnerungen an die Jahre unter dem Hakenkreuz. Sammelband, DuMont Buchverlag, ISBN 978-3-8321-8059-1.